# Kim Min-hee
Kim Min-hee (1 de marzo de 1982) es una actriz y modelo surcoreana.

## Vida personal
En 2003 comenzó a salir con el actor Lee Jung-jae, sin embargo la relación finalizó en 2006.
En 2013 comenzó a salir con el actor Jo In-sung, pero la relación finalizó en 2014.
En junio de 2016, se informó que mantenía una relación con el casado director Hong Sang-soo. Sin embargo no fue sino hasta marzo de 2017 admitieron abiertamente el amorío. Esta relación ha sido objeto de controversias en su país, que han dañado la reputación del director, que a causa de la legislación surcoreana no ha podido obtener el divorcio al negárselo su mujer.
En enero de 2025 los medios periodísticos surcoreanos informaron de que la actriz y el director esperaban un hijo que nacería en primavera.

## Carrera
En 2015 actuó como actriz principal de la película Right Now, Wrong Then. Desde esta película hasta In Front of Your Face (2021) ha actuado en todas las que ha dirigido en ese período Hong Sang-soo, a excepción de Lo tuyo y tú, cuya protagonista femenina fue Lee Yoo-young. La crítica surcoreana ha señalado que Kim Min-hee ha crecido bastante como actriz a través de estas películas de Hong.
Kim saltó al estrellato internacional por su actuación en la premiada película La doncella, la adaptación cinematográfica de Park Chan-wook de 2016 de la novela de Sarah Waters Falsa identidad, ambientada en la Corea de los años 30 y coprotagonizada por la entonces debutante Kim Tae-ri.
En 2017, actuó como actriz principal de la película On the Beach at Night Alone.

## Filmografía

### Cine
| Año  | Título                           | Papel          | Notas                   | Ref.          |
| ---- | -------------------------------- | -------------- | ----------------------- | ------------- |
| 2000 | Asako in Ruby Shoes              | Mia            |                         |               |
| 2002 | Surprise Party                   | Hwang Mi-ryung |                         |               |
| 2008 | Hellcats                         | Ami            |                         |               |
| 2009 | Actresses                        | Kim Min-hee    |                         |               |
| 2011 | Moby Dick                        | Sung Hyo-kwan  |                         |               |
| 2012 | Helpless                         | Kang Sun-young |                         |               |
| 2013 | Behind the Camera                | Ella misma     |                         |               |
| 2013 | Very Ordinary Couple             | Jang Young     |                         |               |
| 2014 | No Tears for the Dead            | Mo-kyung       |                         |               |
| 2015 | Right Now, Wrong Then            | Yoon Hee-jung  |                         |               |
| 2016 | La doncella                      | Lady Hideko    |                         |               |
| 2017 | On the Beach at Night Alone      | Young-hee      |                         |               |
| 2017 | Claire's Camera                  | Jeon Man-hee   |                         |               |
| 2017 | The Day After                    | Song Ah-reum   |                         | [ 7 ]         |
| 2018 | Grass                            | Areum          |                         |               |
| 2018 | Hotel by the River               | Sang-hee       |                         |               |
| 2020 | La mujer que escapó              | Gam-hee        |                         |               |
| 2021 | Introduction                     | pintora        |                         |               |
| 2021 | In Front of Your Face            |                |                         |               |
| 2022 | La película de la novelista      | Gil-soo        |                         | [ 1 ]         |
| 2023 | En agua                          |                |                         |               |
| 2023 | En nuestro día                   | Sang-won       |                         |               |
| 2024 | By the Stream                    | Jeo-nim        |                         | [ 8 ] [ 9 ]   |
| 2025 | What Does That Nature Say to You | —              | Directora de producción | [ 10 ] [ 11 ] |

### Serie de televisión
| Año  | Título                       | Papel         | Red  |
| ---- | ---------------------------- | ------------- | ---- |
| 1999 | School 2                     | Shin Hye-won  | KBS1 |
| 2000 | Look Back in Anger           | Lee Hye-jung  | KBS2 |
| 2000 | Juliet's Man                 | Bol Yeo-woo   | SBS  |
| 2002 | Age of Innocence             | Ji-yoon       | SBS  |
| 2004 | My 19 Year Old Sister-in-Law | Choi Soo-ji   | SBS  |
| 2006 | Goodbye Solo                 | Choi Mi-ri    | KBS2 |
| 2008 | Matchmaker's Lover           | Lee Kang-hyun | KBS2 |

### Revistas / sesiones fotográficas
| Año  | Título            | Notas                            |
| ---- | ----------------- | -------------------------------- |
| 2016 | High Cut Magazine | junto a Ha Jung-woo y Kim Tae-ri |

### Anuncios
| Año         | Título                     | Notas                             |
| ----------- | -------------------------- | --------------------------------- |
| 2002 - 2003 | Korea Telecom (KTF MagicN) | junto a Lee Jung-jae y Jo In-sung |